# Église Saint-Christophe de Strasbourg
L'église Saint-Christophe est située rue de l'Indre dans le quartier du Neuhof à Strasbourg.
Construite de 1964 à 1968 dans un style contemporain, elle ne comporte ni clocher ni campanile. 